# 尾光炬燈魚
尾光炬灯鱼（学名：Lampadena urophaos urophaos）为輻鰭魚綱燈籠魚目灯笼鱼科的其中一種。分布于太平洋區，包括日本、澳洲、巴布亞紐幾內亞、紐西蘭、夏威夷群島、美國、加拿大、墨西哥、尼加拉瓜、薩爾瓦多、宏都拉斯、哥斯大黎加、巴拿馬、哥倫比亞、厄瓜多、秘魯及智利等海域，為深海魚類，棲息深度可達50-1000公尺，體長可達14公分。

## 扩展阅读
維基物種上的相關：尾光炬灯鱼